# 클리퍼드 허스밴즈
클리퍼드 허스밴즈(영어: Sir Clifford Straughn Husbands, 1926년 8월 5일 ~ 2017년 10월 11일)는 1996년부터 2011년까지 바베이도스의 총독을 지냈다.

## 참고
1. ↑  Sir Clifford resigns 보관됨 2011-10-31 - 웨이백 머신 Barbados Nation Online, 30 October 2011
2. ↑  Governor General retiring 보관됨 2012-05-12 - 웨이백 머신 Barbados Advocate Online, 30 October 2011
3. ↑  GG retires 보관됨 2012-05-22 - 웨이백 머신 Barbados Today, 30 October (although stated 31 October) 2011

| 전임 데임 니타 베로 | 제6대 바베이도스의 총독 1996년 6월 1일 ~ 2011년 10월 31일 | 후임 엘리엇 벨그레이브 |